# آل سنجر
آل سنجر (بالإنجليزية: Al Singer)‏ مواليد 06 سبتمبر 1906 في نيويورك - الوفاة 20 أبريل 1961 في نيويورك، كان ملاكم أمريكي سابق صنّف ضمن فئة الوزن الخفيف.

## إحصائيات
خاض خلال مسيرته 73 نزالا، فاز في 62 وتعادل في 2 وخسر في 9. فاز بالضربة القاضية في 26 نزالا.

## روابط خارجية
- آل سنجر على موقع بوكس ريك (الإنجليزية) (registration required)